# Джульетта Капулетти
Джулье́тта Капуле́тти (итал. Giulietta Capuleti) — главная героиня трагедии Уильяма Шекспира «Ромео и Джульетта», возлюбленная юноши Ромео Монтекки, с семьёй которого Капулетти состоят в давней вражде. История Ромео и Джульетты появилась задолго до написания известной трагедии английским драматургом.
В её честь назван спутник планеты Уран, открытый 3 января 1986 года по снимкам аппарата «Вояджер-2».

## История образа
Истоки образов двух несчастных влюблённых появляется ещё у Овидия в его поэме о Пираме и Фисбе «Метаморфозы».
Имена Ромео и Джульетты впервые используются в автобиографическом произведении Луиджи да Порто «Новонайденная история двух благородных влюблённых» (издано в 1530 году), причём действие происходит именно в городе Вероне. Величественные крепости скалигеров в Монтеккьо-Маджоре (теперь называются Замки Ромео и Джульетты) вдохновили автора создать главную концепцию произведения о непримиримых семьях Капулетти и Монтекки. В названии Монтеккьо легко уловить связь с фамилией Ромео Монтекки. Имя для главного героя Луиджи да Порто мог позаимствовать у Данте, где есть Ромео ди Вилланова (песня VI v.127). Исследования подтверждают автобиографичность истории да Порто, в которой за образами Ромео и Джульетты скрываются личности самого Луиджи и его кузины Лючины Саворньян.
Вдохновением для истории да Порто, вероятно, послужила новелла Мазуччо Салернитанца «Мариотто и Ганоцца», которую он переработал и ввёл многие элементы, перенятые затем другими писателями. Сюжет был популярным у итальянских писателей эпохи Ренессанса. Маттео Банделло в 1554 году написал новеллу, лёгшую в основу поэмы Артура Брука «Ромео и Джульетта» (1562), которая, в свою очередь, вдохновила Шекспира.

## История Джульетты
Джульетта — представительница знатной веронской семьи, дочь синьора и синьоры Капулетти. У Банделло и да Порто Джульетте 18 лет, тогда как у Шекспира ей 13, поскольку во времена английского драматурга минимальным возрастом женщины для вступления в брак считалось 12 лет. Во второй сцене отец Джульетты отвечает графу Парису:
Я повторю, что говорил и раньше:

Моё дитя ещё не знает жизни;

Ей нет ещё четырнадцати лет;

Пускай умрут ещё два пышных лета —

Тогда женою сможет стать Джульетта.

Ромео и Джульетта (1884) художника Фрэнка Дикси

Имя Джульетты впервые упоминается во второй сцене I акта, сама героиня появляется в следующей сцене, во время разговора с кормилицей и затем с матерью о графе Парисе. В четвёртой сцене Ромео и его друзья приходят на бал-маскарад в дом Капулетти. Ромео видит Джульетту и влюбляется в неё с первого взгляда. Они целуются, и Ромео уходит. Джульетта приказывает кормилице узнать, кто это был, и та отвечает, что это наследник их смертельных врагов — Монтекки. Но девочка уже не может противостоять чувствам.
Ночью Джульетта на балконе вслух мечтает о Ромео, который в это время стоит у неё под окнами и слышит её слова. Он также признаётся ей в любви. Под покровом ночи молодые люди дают друг другу клятву любви и верности.
Через кормилицу Джульетты влюблённые договариваются о тайной церемонии бракосочетания и знакомый Ромео — монах Лоренцо тайно венчает молодых влюблённых.
На следующий день Джульетта узнаёт от кормилицы, что Ромео убил в схватке Тибальта, и герцог Вероны изгнал юношу из города, пригрозив казнью при возвращении. Ромео по совету Лоренцо скрывается в соседнем городе Мантуя.
Следующим утром родители Джульетты говорят ей, что они выдают её за графа Париса. Джульетта в отчаянии, она даже готова покончить с собой, приняв яд. Но Лоренцо предлагает ей другой путь — выпить особое зелье, которое погрузит её на три дня в сон, похожий на смерть. А через три дня Ромео прибудет из Мантуи к гробнице Джульетты, и молодожёны смогут сбежать из Вероны.
Но Джованни — монах, которого Лоренцо послал с письмом к Ромео — не смог попасть в Мантую из-за эпидемии чумы, и послание, рассказывающее о тайном плане, не доходит до юноши.
Ромео, поражённый вестью о смерти любимой, приходит к склепу Капулетти, где встречает Париса, также посещающего могилу Джульетты. Узнавший Ромео, Парис жаждет мести, Ромео безуспешно пытается уйти от драки, но Парис хватается за оружие. Происходит бой, и Ромео закалывает Париса. Ромео, попрощавшийся с возлюбленной, выпивает заготовленный яд. Джульетта просыпается и видит мёртвое тело возлюбленного; не выдержав горя, она закалывает себя кинжалом. Над телами своих детей главы семейств Монтекки и Капулетти забывают о кровавой вражде и заключают мир.

## Исполнительницы роли

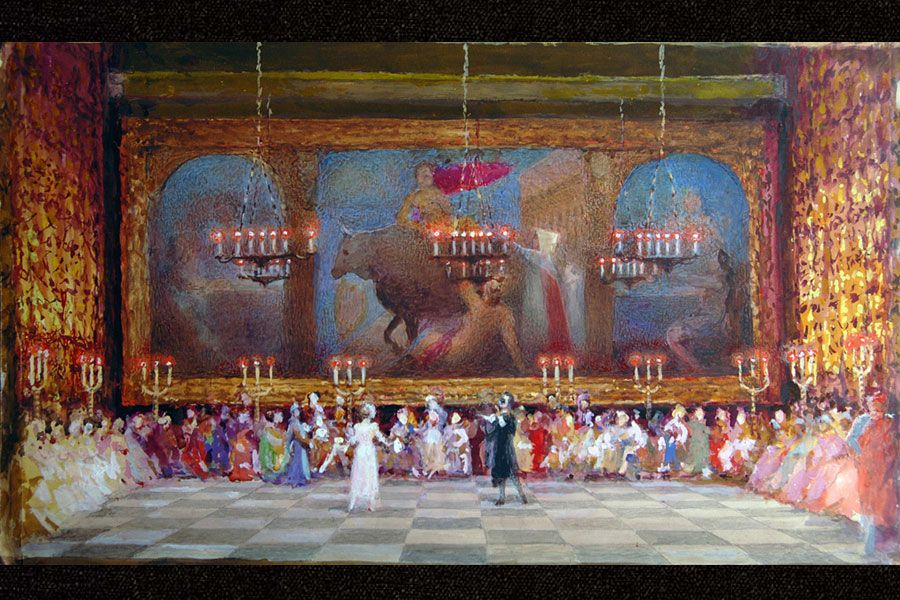
Э. О. Визель. Зарисовка спектакля Мариинского театра «Ромео и Джульетта». Бал у Капулетти. 1940 год.

### Образ в театре
Среди исполнителей роли Джульетты была британская актриса и натурщица выдающихся художников и фотографов Викторианской эпохи Дороти Дин. Драматург Джордж Бернард Шоу сожалел, что не смог увидеть её в этой роли. Выдающейся исполнительницей роли Джульетты была балерина Галина Уланова, её «бег Джульетты» считается легендарным. Другой исполнительницей, ярко выразившей себя в роли Джульетты, является Алессандра Ферри.
С 30 января 2010 года по 12 июня 2018 года роль Джульетты исполняла Елизавета Арзамасова, она же озвучила шекспировскую героиню в художественном фильме 2013 года. На момент премьеры Лизе было 14 лет, и, вероятно, это единственный случай на профессиональной сцене, когда Джульетту сыграла её ровесница.

### Образ в кино и на телевидении
- 1908 — Флоренс Лоуренс в немом короткометражном фильме «Ромео и Джульетта» режиссёра Джеймса Блэктонома. Роль Ромео Монтеки исполнил Пол Панцер.
- 1916 — Беверли Бейн в немом утерянном американском фильме «Ромео и Джульетта» режиссёра Джона Нобла. Роль Ромео исполнил Фрэнсис Бушмен.
- 1916 — Теда Бара в немом американском фильме «Ромео и Джульетта» режиссёра Гордона Эдвардса. Роль Ромео исполнил Гарри Хиллиард.
- 1936 — Норма Ширер в американском фильме «Ромео и Джульетта» режиссёра Джорджа Кьюкора. Роль Ромео исполнил Лесли Ховард.
- 1949—1951 — Патриция Бреслин в американском телесериале «Телевизионный театр Philco[англ.]» (в 3 эпизодах).
- 1954 — Сьюзен Шентол в первом цветном фильме «Ромео и Джульетта» режиссёра Ренато Кастеллани. Роль Ромео исполнил Лоуренс Харви.
- 1954 — Галина Уланова в цветном фильме-балете «Ромео и Джульетта» киностудии «Мосфильм» режиссёра Лео Арнштама. Роль Ромео исполнил Юрий Жданов.
- 1968 — Оливия Хасси в двухсерийном художественном фильме «Ромео и Джульетта» совместного производства Англии и Италии режиссёра Франко Дзеффирелли. Роль Ромео исполнил Леонард Уайтинг.
- 1996 — Клэр Дэйнс в американском фильме «Ромео + Джульетта» режиссёра База Лурмана. Роль Ромео исполнил Леонардо Ди Каприо.
- 1997 — Джейн Дженсен в пародийном фильме «Тромео и Джульетта» режиссёра Ллойда Кауфмана. Роль Ромео исполнил Уилл Кинэн.
- 2013 — Хейли Стейнфилд в фильме «Ромео и Джульетта» итальянского режиссёра Карло Карлея. Роль Ромео Монтеки Дуглас Бут.

## Достопримечательности Вероны

### Дом Джульетты

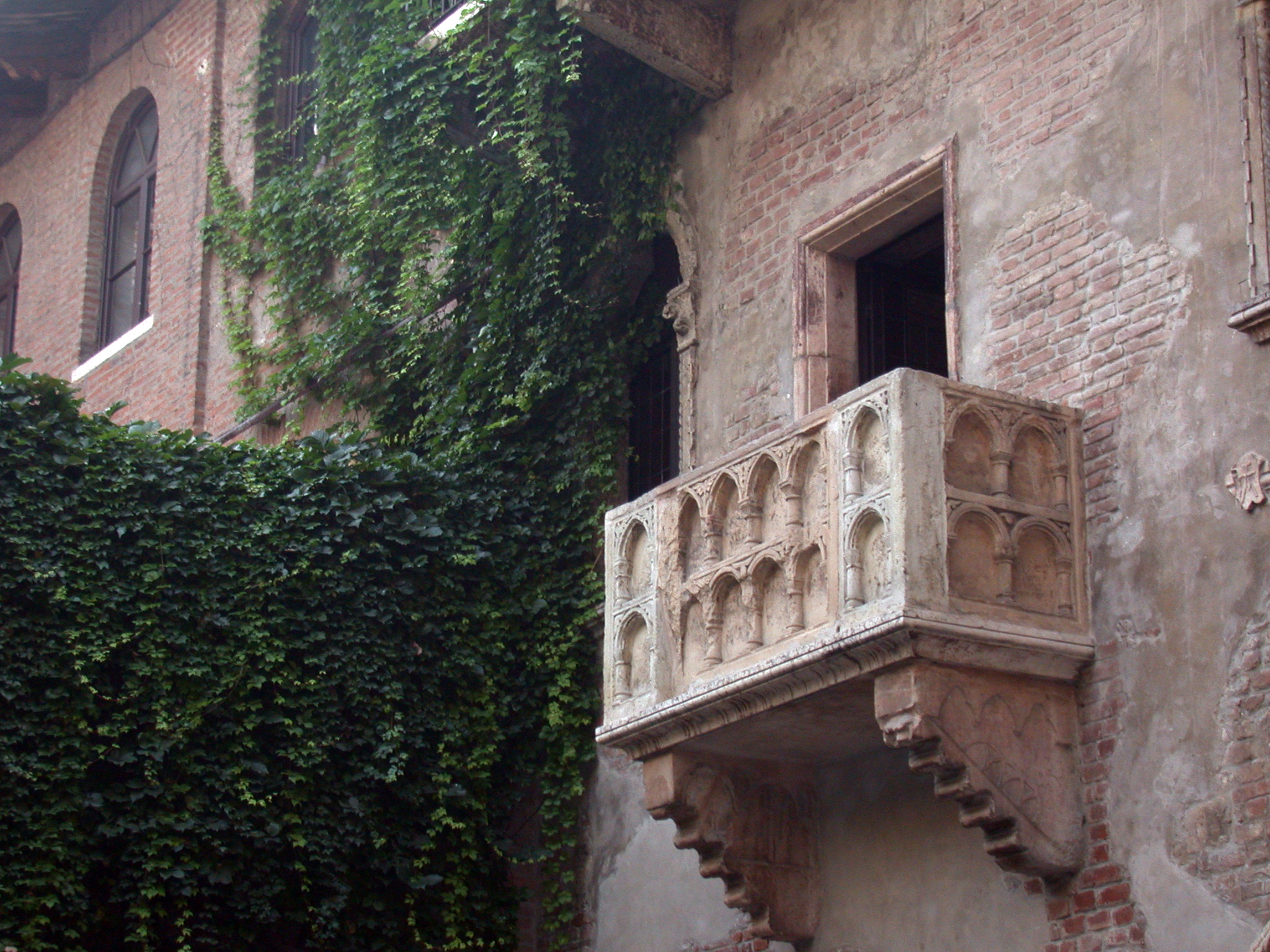
Балкон Джульетты в Вероне.

«Дом Джульетты» — особняк XIII века, в настоящее время отождествляется с шекспировской героиней, хотя на самом деле принадлежал роду Даль Каппелло (возможный прообраз семьи Капулетти). В 1997 году в доме был открыт музей, посвящённый шекспировской пьесе.
Особой популярностью у туристов пользуется бронзовая статуя Джульетты авторства Нерео Костантини (Nereo Costantini, 1972), прикосновение к правой груди которой считается хорошей приметой для влюблённых. Из-за частых прикосновений к 2014 году статуя была истёрта, на «счастливой» правой груди образовалась трещина, а на правой руке излом. В результате власти города решили убрать статую в музей, а во двор дома Джульетты поставить копию.
Также туристы оставляют записки с признаниями в любви на стенах дома. Так как в основном в качестве клея использовалась жевательная резинка, в 2012 году городская администрация ввела штрафы за подобные действия и уставила специальные почтовые ящики для посланий (на них отвечают волонтеры «Клуба Джульетты»). Обычай оставлять любовные записки во дворе «дома Джульетты» лёг в основу фильма «Письма к Джульетте» (2010).

### Гробница Джульетты
Саркофаг XIII—XIV веков из красного мрамора находится в крипте упразднённого монастыря капуцинов. Согласно легенде, он был уготован Джульетте. Впервые гробница связывается с именем Джульетты в новелле Луиджи да Порто (1524). Её посещали многие путешественники, в том числе и Чарльз Диккенс.
Ныне саркофаг находится в крипте церкви, в котором создано подобие склепа Ромео и Джульетты. Там также есть почтовый ящик для писем Джульетте (на них отвечал инициатор переноса саркофага Этторе Солимани, смотритель комплекса монастыря Сан Франческо).

## Комментарии
1. ↑  She hath not seen the change of fourteen years[6]